# Rien Damen
Martinus Petrus Adrianus (Rien) Damen (1943 – Oss, 29 oktober 2017) was een Nederlands politicus van de PvdA.
Hij kwam in 1974 in de gemeenteraad van Oss en was daar ook wethouder voor hij in maart 1985 benoemd werd tot burgemeester van Vaals. Tot dan was daar lange tijd een KVP/CDA-burgemeester. In 1991 stapte Damen daar op om vicevoorzitter van de raad van bestuur van het Academisch Ziekenhuis Maastricht (azM) te worden. Nadat hij vervroegd met pensioen was gegaan keerde hij terug naar Oss waar hij onder andere tijdelijk voorzitter van de wijkraad Schadewijk is geweest. Eind 2017 overleed Damen op 74-jarige leeftijd.